# (5620) Jasonwheeler
(5620) Jasonwheeler – planetoida z pasa głównego asteroid okrążająca Słońce w ciągu 3 lat i 62 dni w średniej odległości 2,15 j.a. Została odkryta 19 lipca 1990 roku w Palomar Observatory przez Briana Romana i Eleanor Helin. Planetoida została nazwana imieniem Jasona Wheelera Romana, syna odkrywcy. Przed nadaniem nazwy planetoida nosiła oznaczenie tymczasowe (5620) 1990 OA.